# عملية الشهيد معاذ الكساسبة
عملية الشهيد معاذ كانت عبارة عن سلسلة من الضربات الجوية لمدة 3 أيام من قبل سلاح الجو الملكي الأردني على أهداف تنظيم الدولة ردا على قتل الطيار معاذ الكساسبة حرقا.

## القبض على معاذ
ألقي القبض على الطيار معاذ الكساسبة من سلاح الجو الملكي الأردني في 24 ديسمبر 2014 بعد أن تحطمت طائرته من طراز إف-16 فوق الأراضي التي يسيطر عليها تنظيم الدولة خلال تأديته لمهمته. وأمضت الحكومة الأردنية الأشهر الثلاثة التالية في التفاوض من أجل إطلاق سراحه مقابل إطلاق سراح بعض سجناء داعش والقاعدة من السجون الأردنية. وفي 2 شباط / فبراير 2015 نشر داعش شريط فيديو مدته 22 دقيقة يظهر فيه الطيار وهو يجري استجوابه ثم يحرق وهو على قيد الحياة في قفص. ومع ذلك، يُعتقد أن الطيار قد تم إعدامه بالفعل في 3 يناير/كانون الثاني، مما يعني أن تنظيم داعش كان يتفاوض تحت ذرائع كاذبة لمدة شهر كامل.

## اصابات
استهدف القصف الجوي الذي استغرق ثلاثة أيام للأراضي التي تسيطر عليها تنظيم الدولة في سوريا معسكرات التنظيم التدريبية ومستودعات الذخائر ومرافق استخراج النفط، مما أسفر عن قتل 55 شخص بين مقاتلي تنظيم الدولة، بمن فيهم مسؤول رفيع المستوى يعرف باسم «أمير نينوى». وأطلق التلفزيون الأردني شريط فيديو يظهر طائرات مقاتلة تقلع من قاعدة موفق السلطي الجوية في الأزرق مع شريط فيديو بعنوان «هذه هي البداية وستعرف الأردنيين».

## بعد العملية

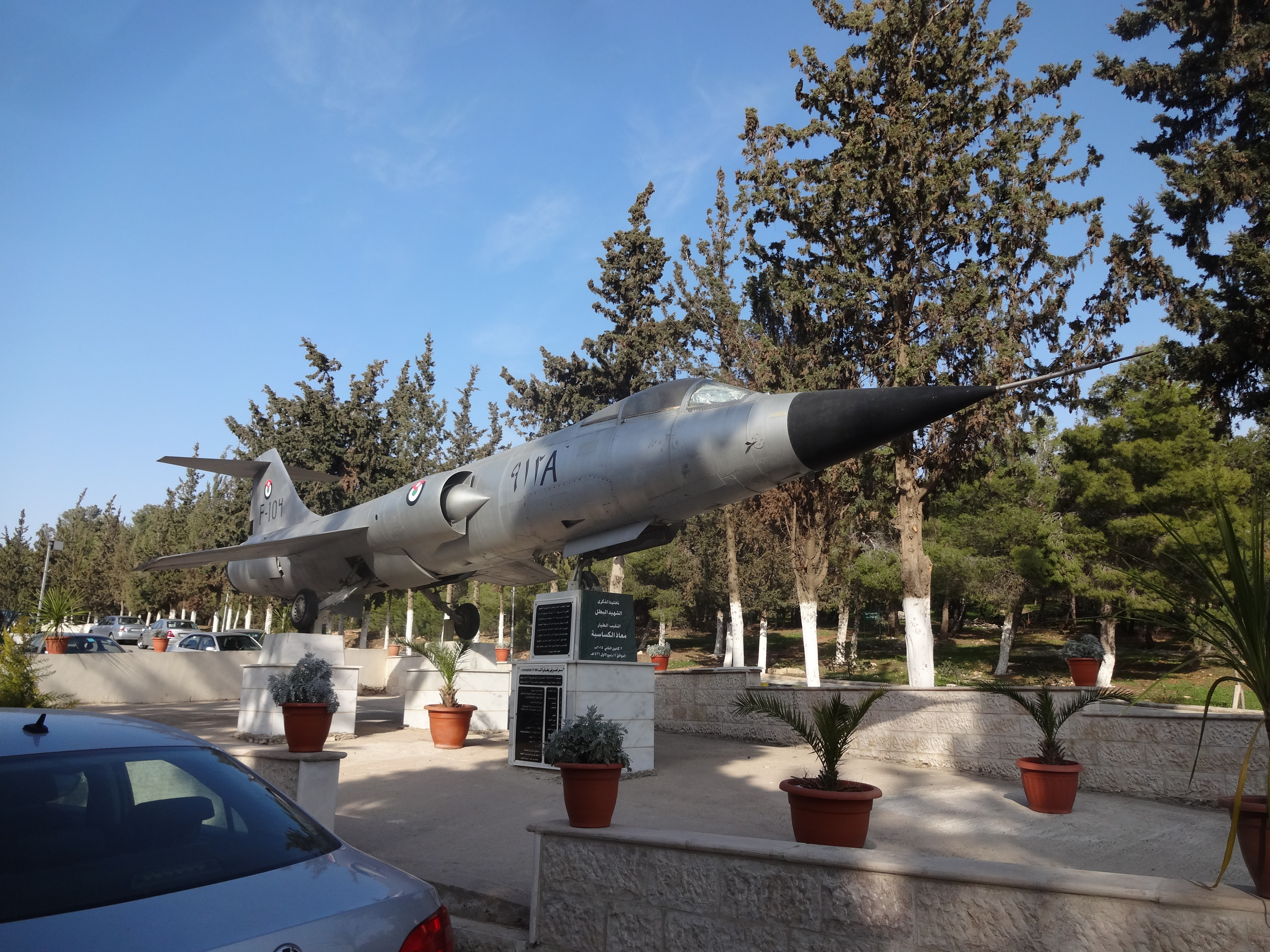
نصب تذكاري للشهيد معاذ الكساسبة في الجامعة الأردنية، عمان، الأردن.

قامت طائرات إف 16 أردنية عائدة من حملة القصف بتحويل مسارها في مدينة الكرك، فوق المكان الذي تجمع فيه الملك عبد الله الثاني وحشود كبيرة لتقديم العزاء لعائلة معاذ.
زعم تنظيم داعش كذبًا أن الغارات الجوية الأردنية قتلت الرهينة الأمريكية كايلا مولر، وهو ادعاء فضحه مسؤولون حكوميون أردنيون وأمريكيون.